# HD 61772
HD 61772，又名BD-14 2082，SAO 153227、HR 2959，是一颗恒星，视星等为4.94，位于銀經232.09，銀緯3.55，其B1900.0坐标为赤經7h 35m 48.8s，赤緯-15° 3.55′ 55″。